# Entanoneura costalis
Entanoneura costalis är en insektsart som först beskrevs av Wilhelm Ferdinand Erichson 1839.  Entanoneura costalis ingår i släktet Entanoneura och familjen fångsländor. Inga underarter finns listade i Catalogue of Life.